# Calyptranthes aromatica
Calyptranthes aromatica är en myrtenväxtart som beskrevs av Augustin François César Prouvençal de Saint-Hilaire.
Calyptranthes aromatica ingår i släktet Calyptranthes och familjen myrtenväxter. Inga underarter finns listade i Catalogue of Life.